# Veľká ľadová priepasť
Veľká ľadová priepasť – jaskinia krasowa w masywie szczytu Ohnište w Niżnych Tatrach na Słowacji.

## Położenie
Wlot do jaskini znajduje się na wysokości ok. 1500 m n.p.m., nieco na południowy wschód od szczytu Ohnište (1538 m n.p.m.).

## Geologia – morfologia
Jaskinia uformowała się w potężnym masywie skał wapiennych płaszczowiny choczańskiej, budujących masyw Ohnište. Posiada rozwinięcie pionowe – ma formę przepaści krasowej (awenu) o głębokości 125 m. Na dnie jej pierwszego stopnia, na głębokości 80 m istnieje stała pokrywa lodowa w formie potężnego stożka, sięgającego (w zależności od sezonu) od 15 do ok. 40 m wysokości. Uznawana jest za najcenniejszą i najbardziej reprezentatywną studnię krasową ze stałą pokrywą lodową na Słowacji.

## Ochrona jaskini
Jaskinia leży w Parku Narodowym Niżnych Tatr, na terenie narodowego rezerwatu przyrody Ohnište. Od 2001 r. jest chroniona dodatkowo jako pomnik przyrody (słow. Národná Prírodná pamiatka).

## Turystyka
Wlot jaskini leży w niewielkiej odległości od znakowanego zielono  szlaku turystycznego, wyprowadzającego na szczyt Ohnište. Jednak ze względów ochronnych jak i z uwagi na trudności techniczne jaskinia nie jest udostępniona do zwiedzania.